# فتحات الجسم
إن فتحة الجسم  هي أي فتحة في جسم أي كائن.

## الفتحات الخارجية
في أجسام الثدييات الطبيعية ومنها جسم الإنسان تكون فتحات الجسم الخارجية هي:
- المنخر المسئول عن التنفس وما يرتبط بذلك من حاسة الشم.
- العينان المسئولتان عن حاسة البصر والبكاء.
- الفم المسئول عن الأكل والتنفس والنطق أو الكلام.
- قناة الأذن المسئولة عن حاسة السمع.
- فتحة الشرج المسئولة عن التبرّز
- الإحليل المسئول عن التبول والقذف
- في الأنثى يوجد المهبل المسئول عن الجماع والحيض والولادة.

والحيوانات الأخرى قد يكون لديها فتحات أخرى في الجسم:
- المجرور في الطيور والزواحف والبرمائيات وبعض الحيوانات الأخرى[1]
- السيفون في الرخويات ومفصليات الأرجل وبعض الحيوانات الأخرى.

## الفتحات الداخلية
من بين الفتحات الداخلية تلك الفتحات الخاصة بمسالك التدفق في القلب بين الصمامات القلبية.